# Samal, Davao del Norte
Samal, tên chính thức là Thành phố vườn đảo Samal (tiếng Filipino: Pulong Harding Lungsod ng Samal, tiếng Cebuano: Pulong Harding Dakbayan sa Samal), là một thành phố hạng 4 thuộc tỉnh Davao del Norte, Philippines. Theo điều tra nhân khẩu năm 2015, thành phố có 104.123 cư dân. Thành phố bao gồm đảo Samal và đảo Talikud nhỏ hơn trong vịnh Davao. Samal nằm trong khu vực vùng đô thị Davao, cách thành phố Davao khoảng hai km.
Đây là thành phố nghỉ dưỡng lớn nhất của Philippines, có các bãi biển đẹp và nhiều khu nghỉ dưỡng ven bờ. Thành phố còn có nhiều rạn san hô và vùng nước tĩnh giúp thu hút du khách đến thăm, đặc biệt là tại đảo Talikud. Tính đến năm 2014, thành phố có 34 khu nghỉ dưỡng đã đăng ký, với tổng công suất 1.000 phòng. Bộ Du lịch Philippines xếp Samal là một trong các đảo du lịch tốt nhất tại Mindanao và là địa điểm du lịch tăng trưởng nhanh của đất nước. Du lịch do vậy là nguồn thu nhập chính của thành phố.
Samal được phân chia hành chính thành 46 barangay. Năm 1955, sitio Mambago, San Isidro, Sto. Niño, San Antonio, San Agustin, Dangcaan, Balet, Tambo, Camudmud, và Cogon được chuyển thành barrio của khu tự quản Babak cũ.
- Adecor
- Anonang
- Aumbay
- Aundanao
- Balet
- Bandera
- Caliclic (Dangca-an)
- Camudmud
- Catagman
- Cawag
- Cogon
- Cogon (Talicod)
- Dadatan
- Del Monte
- Guilon
- Kanaan
- Kinawitnon
- Libertad
- Libuak
- Licup
- Limao
- Linosutan
- Mambago-A
- Mambago-B
- Miranda (Poblacion)
- Moncado (Poblacion)
- Pangubatan
- Peñaplata (Poblacion)
- Poblacion (Kaputian)
- San Agustin
- San Antonio
- San Isidro (Babak)
- San Isidro (Kaputian)
- San Jose (San Lapuz)
- San Miguel (Magamomo)
- San Remigio
- Santa Cruz (Talicod II)
- Santo Niño
- Sion (Zion)
- Tagbaobo
- Tagbay
- Tagbitan-ag
- Tagdaliao
- Tagpopongan
- Tambo
- Toril
- Villarica